# Žagarė
Žagarė (anhörenⓘ; deutsch Schagarren, auch Szagarren; jiddisch: Zhager (זשאַגער); russ.: Жагоры; poln.: Żagory) ist eine Stadt in Litauen. Die Kommune ist Litauens Vertreter in der European Charter – Villages of Europe, eine Gruppe ländlicher Gemeinden aus allen EU-Ländern.

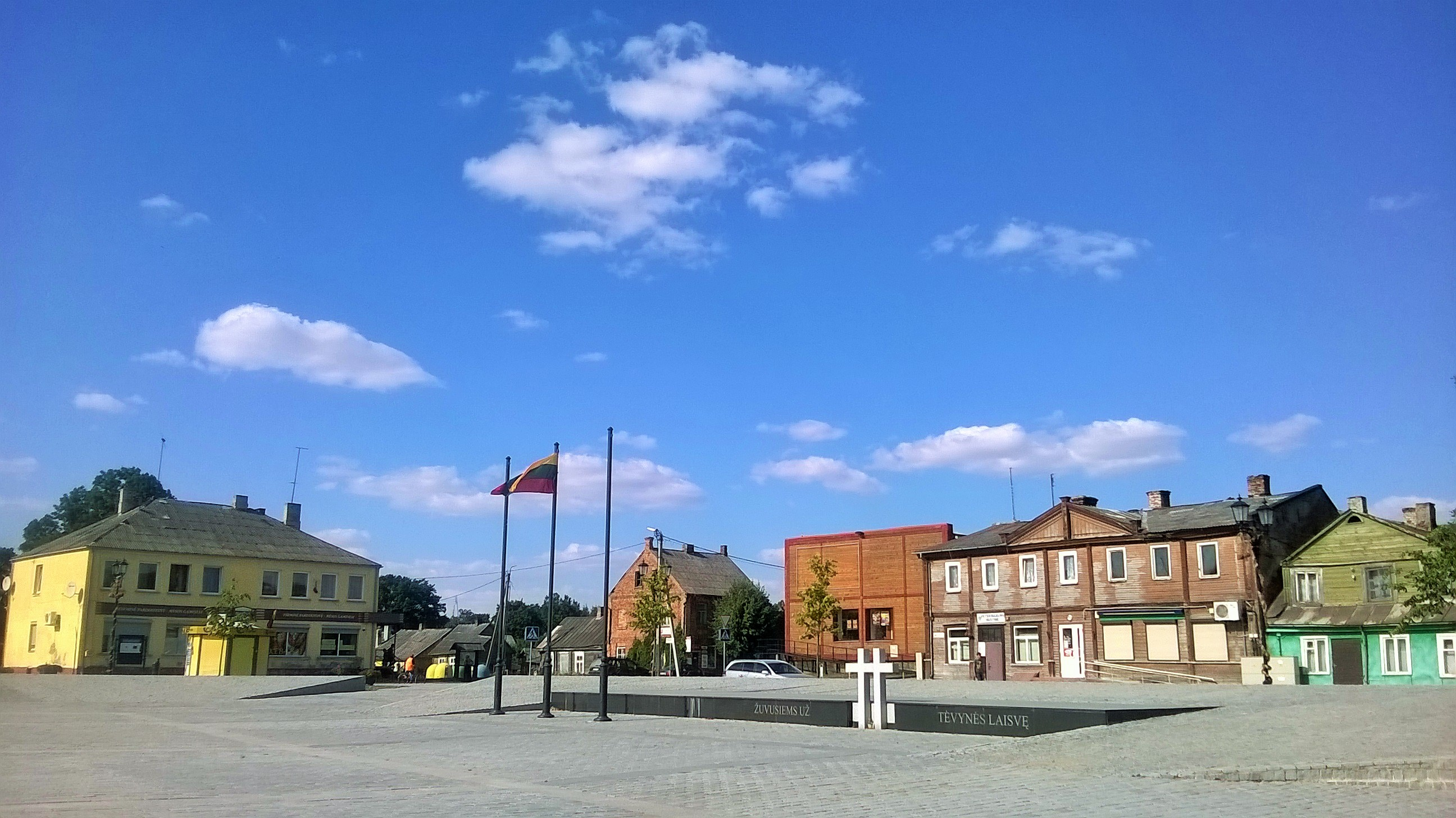
Stadtplatz in Žagarė

## Geographie
Žagarė gehört zur Rajongemeinde Joniškis im Bezirk Šiauliai, einem Verwaltungsbezirk im Norden Litauens. Auf einer Fläche von 5 km² leben in Žagarė 2064 Einwohner (2010).
Die Stadt liegt direkt an der nördlich verlaufenden Grenze zu Lettland. Žagarė liegt an der Svēte (dt.: Schwete), einem linken Nebenfluss der Lielupe. In einem Moor bei Žagarė entspringt die Mūša, ein Fluss in Litauen und Lettland. In Žagarė befindet sich der Sitz des Regionalparks Žagarė.

## Geschichte
Die semgallische Siedlung Sagera wurde erstmals 1254 erwähnt. An der heutigen Stelle von Žagarė bestanden bis Ende des 19. Jahrhunderts die beiden selbständigen Städte: Senoji Žagarė und Naujoji Žagarė (Neustadt). 
Rose Zwi berichtet in ihrem Buch "Letzter Spaziergang Naryshkin Park" ausführlich über das Massaker vom 2. Oktober 1941 durch die Einsatzgruppe A und das Rollkommando Hamann. 
2015 war Žagarė die Kulturhauptstadt Litauens.

## Sehenswürdigkeiten
- I. Kirche der Apostel Petrus und Paulus in Žagarė, erbaut von 1633 bis 1636
- II. Kirche der Apostel Petrus und Paulus in Žagarė, 1712 errichtet
- Herrenhaus des Gutes Žagarė, erbaut von 1858 bis 1865, mit Nebengebäuden
- Der Park des Gutes mit einer Fläche von 72 ha wurde im 18. Jahrhundert gegründet und 1900 neu gestaltet. Er wurde wesentlich von dem deutschen Gartenarchitekten Georg Kuphaldt (1853–1938) geprägt. Ursprünglich wurde er von Katharina die Große ihrem letzten Liebhaber Platon Subow vermacht. Dieser gab den Park an die Adelsfamilie Naryschkin weiter. Er wird daher auch Naryschkin-Park genannt.

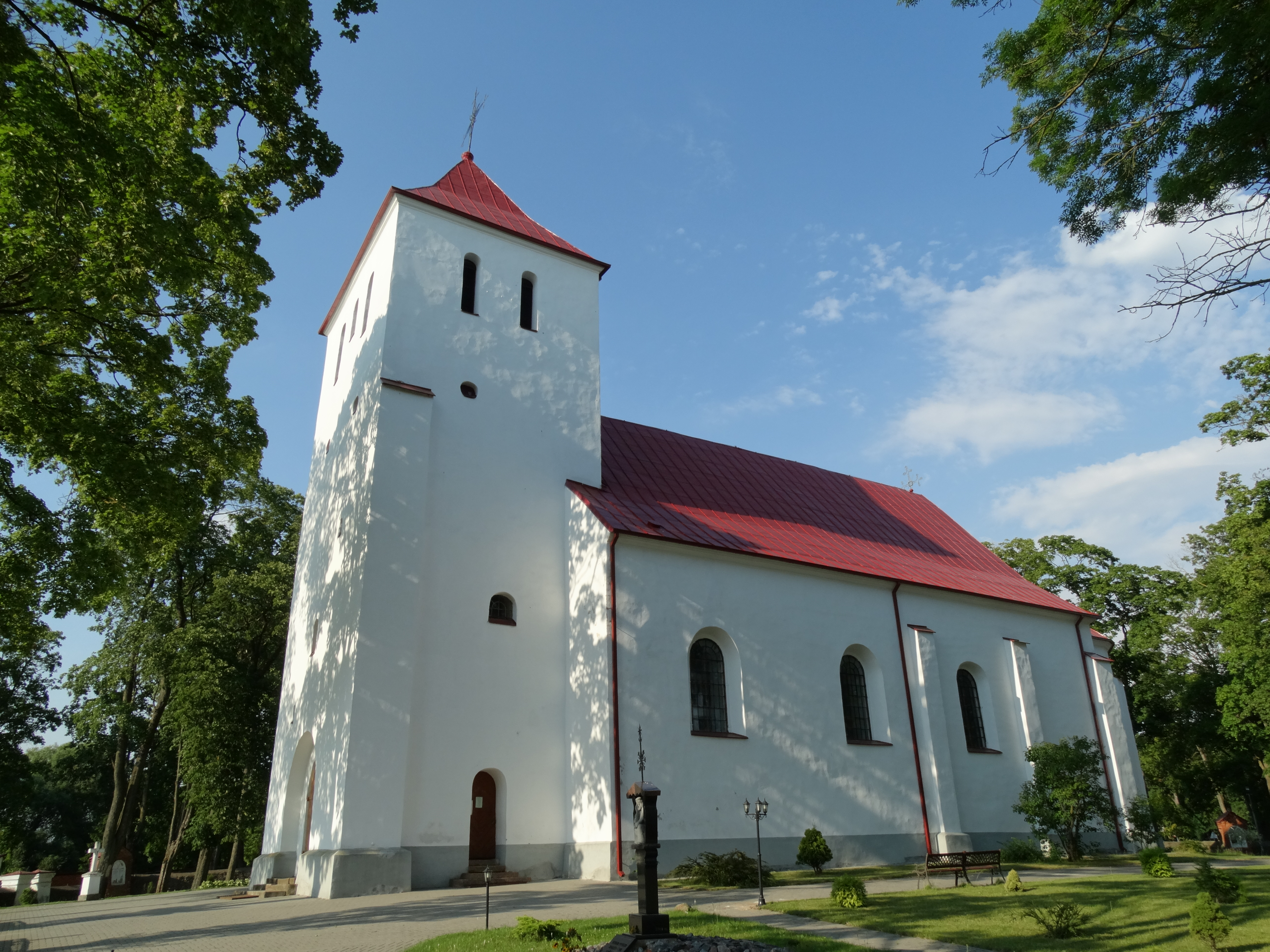
I. Kirche der Apostel Petrus und Paulus in Žagarė
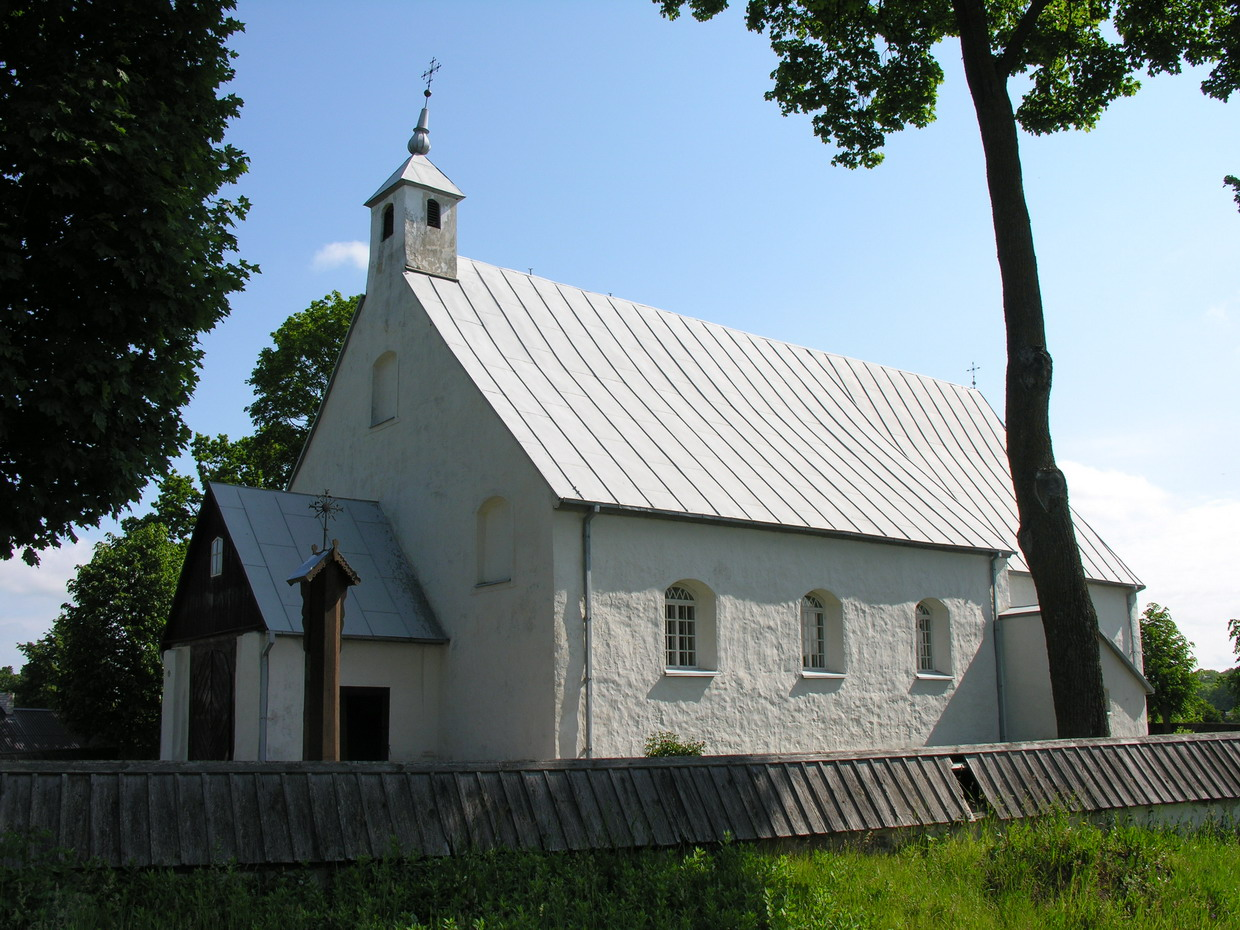
II. Kirche der Apostel Petrus und Paulus in Žagarė
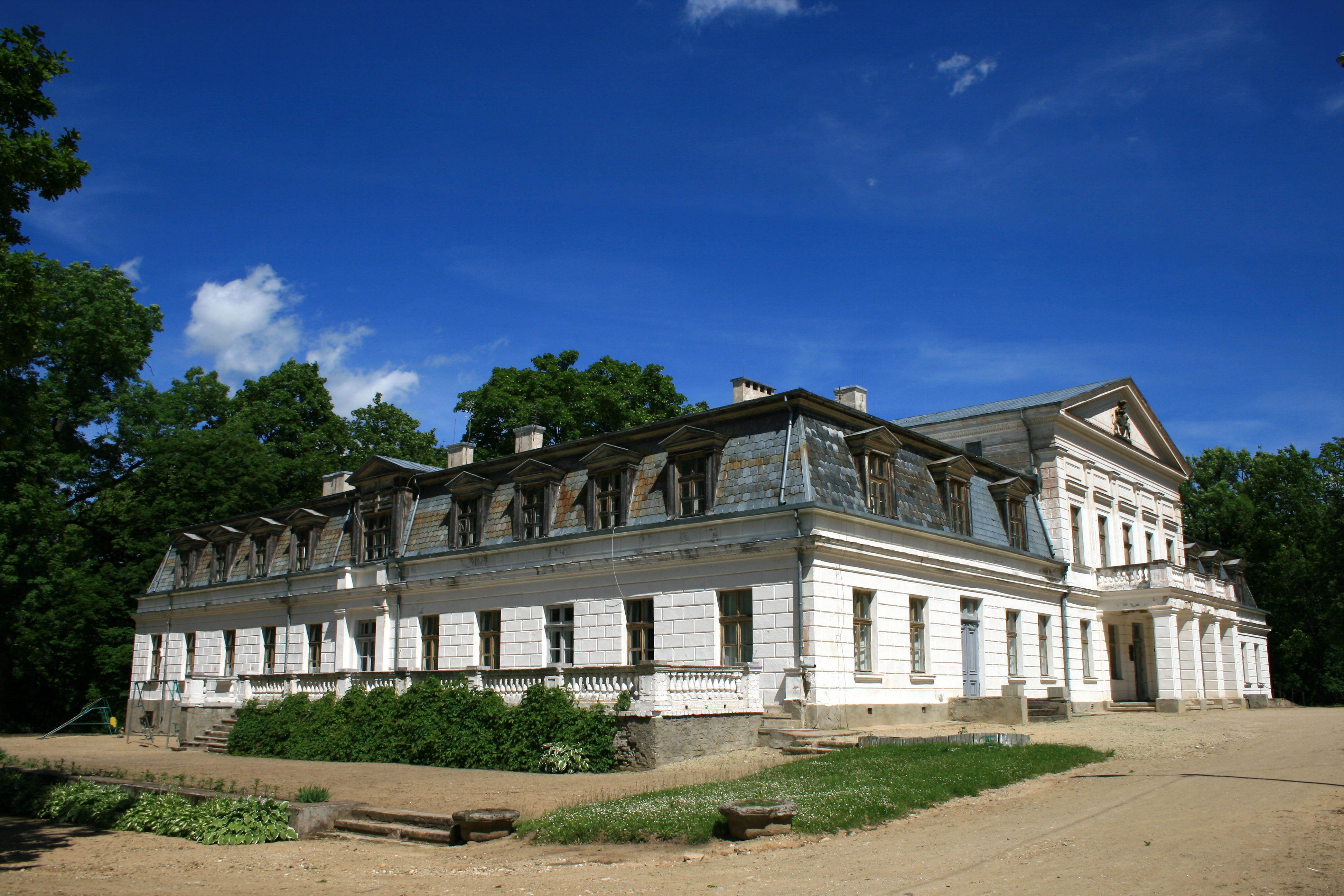
Herrenhaus Žagarė
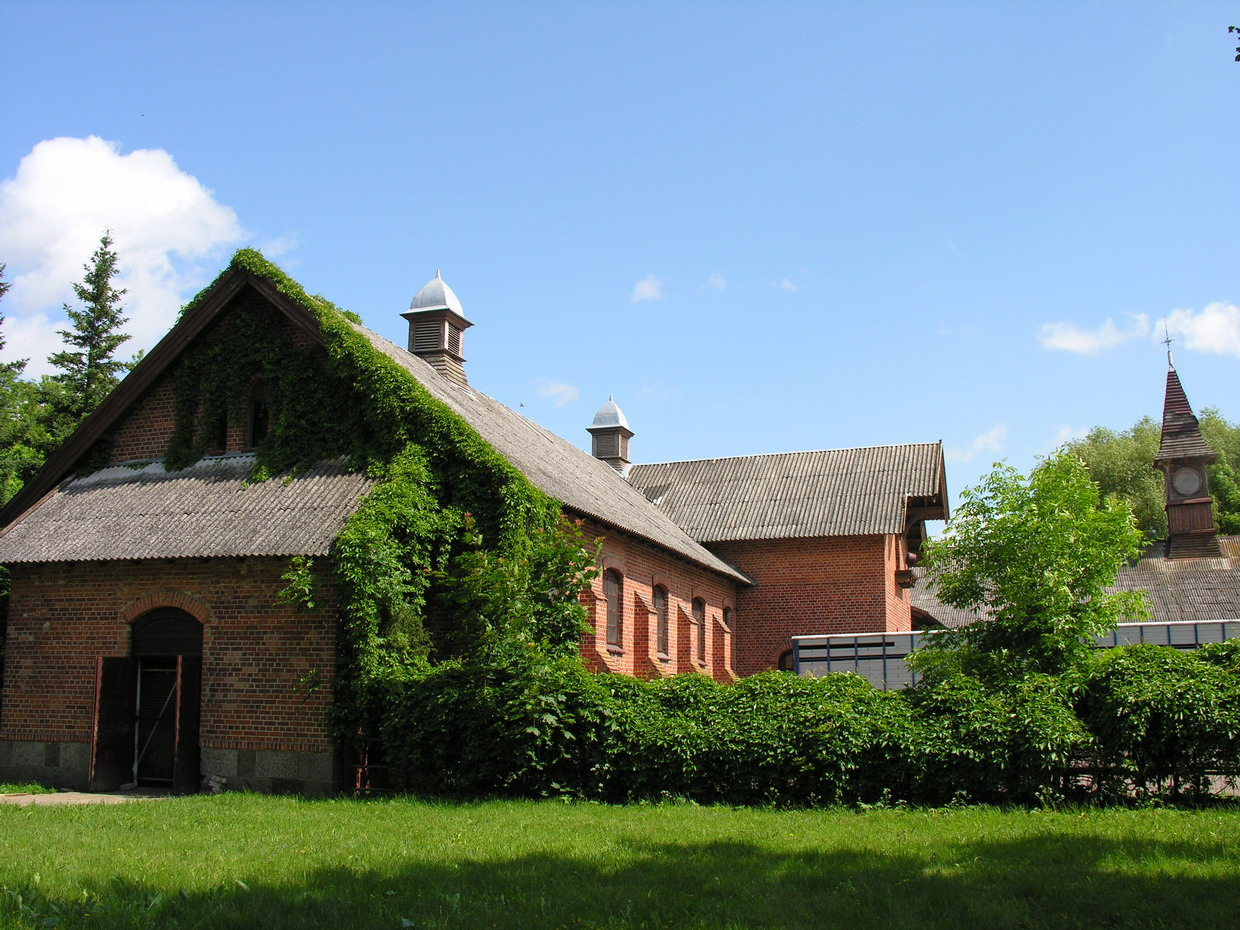
Stallungen des Gutes Žagarė

## Partnergemeinden
Hepstedt in Niedersachsen und Lassee in Niederösterreich sind zwei der 28 Partnergemeinden im Rahmen der European Charter – Villages of Europe, eine Gruppe ländlicher Gemeinden aus allen 28 EU-Ländern.

## Söhne der Stadt
- Jakob Dinesohn (1836–1919), Schriftsteller
- Isaak Konstantinowitsch Kikoin (1908–1984), Physiker
- Max E. Mandelstamm (1839–1912), Augenarzt und Zionist
- Raphael Nathan Rabinowitz (1835–1888), Talmudgelehrter
- Mark Rasumny (1896–1988), Dichter, Schriftsteller und Übersetzer
- Israel Salanter (1810–1883), Rabbiner
- Anicetas Uogelė (1933–2020), Schachspieler
- Kalonymos Wissotzky (1824–1904), Teehändler